# Brzak
Brzak (macedónul: Брзак) település Észak-Macedóniában, az Északkeleti körzetben, Kumanovo községben.

## Népesség
| Lakosok száma | 101  | 87   | 99   | 106  | 105  | 107  | 88   | 104  | 67   |
|               | 1948 | 1953 | 1961 | 1971 | 1981 | 1991 | 1994 | 2002 | 2021 |

- 1981-ben 105 lakosa volt, akik közül 68 macedón (64,8%) és 37 szerb (35,2%).
- 1994-ben 88 lakosa volt, akik közül 51 macedón (58%) és 37 szerb (42%).
- 2002-ben 104 lakosa volt, akik közül 88 macedón (84,6%) és 16 szerb (15,4%).